# Isnilon Hapilon
Isnilon Totoni Hapilon, dit Abou Abdallah al-Filippini (Abou Abdallah le Philippin), né le 18 mars 1966 à Lantawan et mort le 16 octobre 2017 à Marawi, est un djihadiste philippin, considéré comme le numéro deux du groupe armé Abou Sayyaf et l'un de ses plus éminents responsables.
Il prête allégeance à l'État islamique en 2014 et commande en 2017 les groupes djihadistes lors de la bataille de Marawi où il trouve la mort. Il est alors l'un des terroristes les plus recherchés par le FBI qui promet une récompense de 5 millions de dollars pour sa capture.

## Biographie
Isnilon Hapilon naît le 18 mars 1966 à Lantawan sur l'île de Basilan.
Selon le FBI et certains journaux, il serait diplômé en ingénierie de l'université des Philippines,,,, ce que celle-ci conteste, affirmant n'avoir jamais eu aucun étudiant du nom d'Isnilon Hapilon,. 
Responsable de plusieurs meurtres et enlèvements, il figure sur la liste des terroristes les plus recherchés du FBI (en) à compter du 24 février 2006, au même titre que d'autres responsables d'Abou Sayyaf, dont le leader Khadaffy Abubakar Janjalani et Jainal Antel Sali, Jr.
Après la mort de Janjalani le 4 septembre 2006 et de Sali le 16 janvier 2007, il est suspecté d'avoir pris la direction du groupe, sans que cela soit pour autant vérifiable.
Il fait allégeance au « calife » de l'État islamique (EI), Abou Bakr al-Baghdadi, le 23 juillet 2014 ; il est désigné par l'EI comme émir régional pour l'Asie du Sud-Est et comme « combattant autorisé à commander les soldats de l’État islamique des Philippines ».
Selon le chercheur Romain Caillet, en janvier 2016, Isnilon Hapillon prend la tête des forces pro-État islamique aux Philippines. Le journaliste René Backmann indique cependant que « ses connaissances en matière de théologie musulmane sont considérées par les experts locaux comme très modestes ».
Faisant partie des chefs d'Abou Sayyaf, il aurait tenté en janvier 2017 d'organiser un rapprochement entre son organisation et l'organisation terroriste Maute afin de se proclamer émir de l'État islamique aux Philippines. Les autorités philippines, ayant eu vent de cette information, ont alors bombardé le siège de Maute, blessant Hapilon. 
Le 23 mai 2017, de violents combats éclatent à Marawi lorsque l'armée philippine lance un raid contre une maison soupçonnée de servir de cache à Isnilon Totoni Hapilon,,. Mais ils tombent sur un groupe de djihadistes, bien plus nombreux que prévu ; ces derniers préparaient alors une attaque contre Marawi, prévue à la date du 26 mai, jour de l'ouverture du ramadan, considéré comme « le mois des conquêtes » du point de vue de l'histoire islamique,. Les djihadistes lancent alors l'assaut sur la ville en avance, ; les combats durent des mois et font plus d'un millier de morts.
Le 16 octobre 2017, le secrétaire à la Défense philippin, Delfin Lorenzana, annonce la mort d'Isnilon Hapilon dans des combats livrés à l'aube à Marawi.
Le 5 mars 2018, le gouvernement philippin annonce qu'un militant philippin connu sous le nom de guerre d'Abu Dhar est soupçonné d'avoir été désigné comme le successeur d'Isnilon Hapilon pour reprendre le contrôle de l'organisation de l'État islamique en Asie du sud-est. Toutefois, à la suite de l'attentat de la cathédrale Notre-Dame-du-Mont-Carmel de Jolo survenu le 27 janvier 2019, les autorités philippines ont identifié un militant d'Abou Sayyaf, connu sous le nom de Hatib Hajan Sawadjaan, comme étant le cerveau de l'attaque et le successeur probable de Hapilon à la tête de la branche régionale de l'État Islamique aux Philippines.